# ファニン郡 (テキサス州)
ファニン郡（英: Fannin County）は、アメリカ合衆国テキサス州の北東部に位置する郡である。2010年国勢調査での人口は33,915人であり、2000年の31,242人から8.6%増加した。郡庁所在地はボナム市（人口10,127人）であり、同郡で人口最大の都市でもある。ファニン郡は1837年に設立され、郡名はテキサス革命でゴリアド虐殺の時に殺されたテキサス人を指揮したジェイムズ・ファニンに因んで名付けられた。ボナム市もアラモの戦いでファニンの援助を求めたジェイムズ・ボナムに因んで名付けられた。
ファニン郡はその全体でボナム小都市圏を構成し、ダラス・フォートワース広域都市圏の一部になっている。

## 地理
アメリカ合衆国国勢調査局に拠れば、郡域全面積は899平方マイル (2,328.4 km2)であり、このうち陸地891平方マイル (2,307.7 km2)、水域は8平方マイル (20.7 km2)で水域率は0.86%である。

### 主要高規格道路
- アメリカ国道69号線
- アメリカ国道82号線
- テキサス州道11号線
- テキサス州道34号線
- テキサス州道50号線
- テキサス州道56号線
- テキサス州道78号線
- テキサス州道121号線

### 隣接する郡
- ブライアン郡 (オクラホマ州) - 北
- ラマー郡 - 東
- デルタ郡 - 南東
- ハント郡 - 南
- コリン郡 - 南西
- グレイソン郡 - 西

### 国立保護地域
- カドー国立草原

## 人口動態
以下は2000年国勢調査による人口統計データである。
| 基礎データ - 人口: 31,242人 - 世帯数: 11,105 世帯 - 家族数: 7,984 家族 - 人口密度: 14人/km2（35人/mi2） - 住居数: 12,887軒 - 住居密度: 6軒/km2（14軒/mi2） 人種別人口構成 - 白人: 86.56% - アフリカン・アメリカン: 7.96% - ネイティブ・アメリカン: 0.92% - アジア人: 0.26% - 太平洋諸島系: 0.03% - その他の人種: 2.78% - 混血: 1.49% - ヒスパニック・ラテン系: 5.61% 年齢別人口構成 - 18歳未満: 23.2% - 18-24歳: 8.9% - 25-44歳: 28.6% - 45-64歳: 23.2% - 65歳以上: 16.1% - 年齢の中央値: 38歳 - 性比（女性100人あたり男性の人口） - 総人口: 113.8 - 18歳以上: 116.9 | 世帯と家族（対世帯数） - 18歳未満の子供がいる: 31.1% - 結婚・同居している夫婦: 57.9% - 未婚・離婚・死別女性が世帯主: 10.3% - 非家族世帯: 28.1% - 単身世帯: 25.2% - 65歳以上の老人1人暮らし: 12.7% - 平均構成人数 - 世帯: 2.51人 - 家族: 2.99人 収入と家計 - 収入の中央値 - 世帯: 34,501米ドル - 家族: 42,1938米ドル - 性別 - 男性: 31,140米ドル - 女性: 23,101米ドル - 人口1人あたり収入: 16,066米ドル - 貧困線以下 - 対人口: 13.9% - 対家族数: 9.9% - 18歳未満: 17.7% - 65歳以上: 16.5% |

## 都市と町
| - ベイリー - ボナム - 郡庁所在地 - ドッド市ティ - エクター - ハニーグローブ - ラドニア - レナード | - ペカンギャップ、大半はデルタ郡内 - ラベンナ - サボイ - トレントン - ホワイトライト、大半はグレイソン郡内 - ウィンダム |

### 未編入の町
| - エルウッド - ゴーバー - アイバンホー - マルベリー | - ランドルフ - テレフォーン - ウォーレン |